# Caroline Aaron
Caroline Sidney Aaron (Richmond, 1952. augusztus 7. –) amerikai színésznő.
A legismertebb alakítása Shirley Maisel A káprázatos Mrs. Maisel című sorozatban.

## Fiatalkora
1952. augusztus 7-én Richmondban született. Édesanyja, Nina Abady (született Friedman) polgárjogi aktivista volt; alabamai származású, szíriai zsidó gyökerekkel rendelkezett. Férje halála után teljes állásban dolgozott, hogy eltartsa három gyermekét. Édesapja szefárd (libanoni zsidó) származású volt. Nővére, Josephine Abady színházi rendező és producer volt, aki 2002. május 25-én, 52 éves korában emlőrákban hunyt el. A washingtoni American University-n tanult előadóművészetet. Majd színészetet tanult a New York-i HB Studióban.

## Pályafutása
Olyan filmekben nyújtott emlékezetes alakításokat, mint Mike Nichols Féltékenység és A nemzet színe-java, valamint Woody Allen Bűnök és vétkek, Alice és Agyament Harry című filmjei. Szerepelt Nora Ephron A szerelem hullámhosszán című romantikus vígjátékában is. További jelentős filmes szerepei közé tartozik Tim Burton Ollókezű Edward és Stanley Tucci Olasz módra című alkotása. Később feltűnt a 21 Jump Street – A kopasz osztag és annak folytatása, a 22 Jump Street – A túlkoros osztag című akció-vígjátékokban is.
Televíziós munkásságáról is ismert, számos vendégszerepet vállalt olyan sorozatokban, mint Wings, Frasier – A dumagép, Félig üres, Született feleségek, Transparent, Az elnök embere és Diane védelmében.
Broadway-szerepei közé tartozik Woody Allen Relatively Speaking című darabja, valamint az I Hate Hamlet, a Social Security és a The Iceman Cometh című előadás, amelyben Jason Robards oldalán szerepelt.
2017 és 2023 között állandó szereplője volt az Emmy-díjas A káprázatos Mrs. Maisel című sorozatnak, ahol egy zsidó édesanyát alakított komikus stílusban. Ezért a szerepéért két egymást követő alkalommal is elnyerte a Screen Actors Guild-díjat a legjobb vígjátéksorozatban nyújtott szereplőgárda-teljesítmény kategóriájában a sorozat többi szereplőjével együtt.
Vendégtanárként is tevékenykedik a New York-i HB Studióban.

## Magánélete
1980 óta házas James Foremannel, és két gyermekük van.

## Filmográfia

### Film
| Év   | Magyar cím                         | Eredeti cím                                       | Szerep                   | Magyar hang        |
| ---- | ---------------------------------- | ------------------------------------------------- | ------------------------ | ------------------ |
| 1982 | Jöjj vissza, Jimmy Dean            | Come Back to the 5 & Dime, Jimmy Dean, Jimmy Dean | tinédzser                |                    |
| 1983 |                                    | Without a Trace                                   | Sminkes nő               |                    |
| 1983 | Szeress belém                      | Baby, It's You                                    | pincérnő                 |                    |
| 1984 | Testvér egy idegen bolygóról       | The Brother from Another Planet                   | Randy Sue Carter         |                    |
| 1985 | O. C. és Stiggs                    | O.C. and Stiggs                                   | Janine                   |                    |
| 1986 | Féltékenység                       | Heartburn                                         | Judith                   |                    |
| 1987 |                                    | Anna                                              | Riporter                 |                    |
| 1988 | Dolgozó lány                       | Working Girl                                      | Petty Marsh titkárnő     |                    |
| 1989 | Bűnök és vétkek                    | Crimes and Misdemeanors                           | Barbara                  | Kocsis Mariann     |
| 1989 | Bűnök és vétkek                    | Crimes and Misdemeanors                           | Barbara                  | Andresz Kati       |
| 1990 | Ollókezű Edward                    | Edward Scissorhands                               | Marge                    | Némedi Mari        |
| 1990 | Alice                              | Alice                                             | Sue                      | Kocsis Mariann     |
| 1990 | Alice                              | Alice                                             | Sue                      | Kubik Anna         |
| 1992 | Ez az életem                       | This Is My Life                                   | Martha Ingels            |                    |
| 1992 | Férjek és feleségek                | Husbands and Wives                                | Partivendég              | Tóth Judit         |
| 1993 | Galaktikus uborka                  | The Pickle                                        | Nancy Osborne            | Tóth Judit         |
| 1993 | A szerelem hullámhosszán           | Sleepless in Seattle                              | Dr. Marcia Fieldstone    | Andresz Kati       |
| 1994 | Segítség, karácsony!               | Mixed Nuts                                        | Segélyvonalhívó          |                    |
| 1995 |                                    | A Modern Affair                                   | Elaine                   |                    |
| 1996 | Olasz módra                        | Big Night                                         | Nő az étteremben         | Illyés Mari        |
| 1996 | Lakat alatt                        | House Arrest                                      | Louise Finley            | Tóth Judit         |
| 1997 | Hazugság, fehér, igazság           | White Lies                                        | Virginia Past            |                    |
| 1997 | Agyament Harry                     | Deconstructing Harry                              | Doris Block              | Martin Márta       |
| 1997 | Igen vagy nem?                     | Dinner and Driving                                | Roz                      |                    |
| 1998 | A nemzet színe-java                | Primary Colors                                    | Lucille Kaufman          | Zsolnai Júlia      |
| 1998 | Szellem a dobozból                 | There's No Fish Food in Heaven                    | Venessa                  |                    |
| 1999 |                                    | A Fine Day for Flying                             | Madelyn                  |                    |
| 1999 | Mindenütt jó                       | Anywhere but Here                                 | Gail Letterfine          | Némedi Mari        |
| 1999 | Mindenütt jó                       | Anywhere but Here                                 | Gail Letterfine          | Csere Ágnes        |
| 2000 | A nőfaló ufó                       | What Planet Are You From?                         | Nadine Jones             | Némedi Mari        |
| 2000 | Telitalálat                        | Lucky Numbers                                     | Sharpling                |                    |
| 2000 | Szívörvény                         | Bounce                                            | Donna                    | Andresz Kati       |
| 2001 |                                    | Nobody's Baby                                     | orvos                    |                    |
| 2001 |                                    | Amy's Orgasm                                      | Janet Gaines             |                    |
| 2001 | Kismocsok                          | Joe Dirt                                          | Mrs. Nunamaker           | Kiss Erika         |
| 2001 |                                    | Never Again                                       | Elaine                   |                    |
| 2002 | Tökfej                             | Pumpkin                                           | Claudia Prinsinger       |                    |
| 2003 |                                    | Two Days                                          | Mrs. Miller              |                    |
| 2004 | Derült égből Polly                 | Along Came Polly                                  | Lois                     | Menszátor Magdolna |
| 2004 |                                    | Call Waiting                                      | Judy Baxter / Carol Lane |                    |
| 2004 | Hova tűntek a mexikóiak?           | A Day Without a Mexican                           | Gigi                     |                    |
| 2004 | Mobil                              | Cellular                                          | Marilyn Mooney           | Hirling Judit      |
| 2004 | A tengeren túlon                   | Beyond the Sea                                    | Nina Cassotto Maffia     | Szabó Éva          |
| 2005 | Ha igaz volna                      | Just like Heaven                                  | Grace                    | Molnár Zsuzsa      |
| 2006 | Süthetjük                          | Grilled                                           | Faye Goldbluth           |                    |
| 2007 |                                    | My First Time Driving                             | Helen                    |                    |
| 2007 | Nancy Drew: A hollywoodi rejtély   | Nancy Drew                                        | Barbara Barbara          | Andai Györgyi      |
| 2007 |                                    | Love Comes Lately                                 | Rachel Meyerowitz        |                    |
| 2008 | Aberrált élvezetek                 | Surveillance                                      | Janet                    | Andresz Kati       |
| 2009 | Az öröm nyomában                   | Finding Bliss                                     | Debra Balaban            |                    |
| 2009 | Szerelemlecke                      | Love Hurts                                        | Wanda                    |                    |
| 2010 | Házasodik a család                 | Our Family Wedding                                | Elaine                   |                    |
| 2010 |                                    | Meeting Spencer                                   | Nancy Diamond            |                    |
| 2012 | 21 Jump Street – A kopasz osztag   | 21 Jump Street                                    | Annie Schmidt            | Horváth Zsuzsa     |
| 2013 |                                    | Sex & Marriage                                    | Beatrice                 |                    |
| 2013 |                                    | Tuna                                              | Virginia                 |                    |
| 2014 | 22 Jump Street – A túlkoros osztag | 22 Jump Street                                    | Annie Schmidt            | Horváth Zsuzsa     |
| 2014 | Hogyan írjunk szerelmet            | The Rewrite                                       | Ellen                    | Andresz Kati       |
| 2014 | Repcsik: A mentőalakulat           | Planes: Fire & Rescue                             | további hang             |                    |
| 2016 |                                    | Hello, My Name Is Doris                           | Val                      |                    |
| 2017 |                                    | Breakable You"'                                   | Judith Singer            |                    |
| 2017 | Dög                                | Bitch                                             | Nana                     |                    |
| 2022 |                                    | Christmas vs. the Walters                         | Jane                     |                    |
| 2023 | Drámatábor                         | Theater Camp                                      | Rita Cohen               |                    |
| 2024 | Kántorkomédia                      | Between the Temples                               | Meira Gottlieb           |                    |

### Televízió
| Év         | Magyar cím                          | Eredeti cím                             | Szerep                                             | Megjegyzések                                     |
| ---------- | ----------------------------------- | --------------------------------------- | -------------------------------------------------- | ------------------------------------------------ |
| 1989       |                                     | The Days and Nights of Molly Dodd       | pincérnő                                           | 1 epizód                                         |
| 1991       | Szolgálatban: A maffia törvénye     | Dead and Alive: The Race for Gus Farace | Dolly                                              | tévéfilm                                         |
| 1991, 1992 | Esküdt ellenségek                   | Law & Order                             | Susan / Valerie Walker                             | 2 epizód                                         |
| 1995       |                                     | Empty Nest                              | Shannon                                            | 1 epizód                                         |
| 1995       | Megőrülök érted                     | Mad About You                           | Trish Dawson                                       | 1 epizód                                         |
| 1995       |                                     | If Not For You                          | Nina                                               | 2 epizód                                         |
| 1995       |                                     | Dad, the Angel & Me                     | Abby                                               | tévéfilm                                         |
| 1995, 1997 |                                     | Wings!                                  | Mary Pat Lee                                       | 2 epizód                                         |
| 1996       |                                     | The Boys Next Door                      | Mrs. Warren                                        | tévéfilm                                         |
| 1996       | Hé, Arnold!                         | Hey Arnold!                             | Helyesírási verseny moderátor / Főbérlőnő (hangja) | 1 epizód                                         |
| 1996       |                                     | Dave's World                            | Judy                                               | 1 epizód                                         |
| 1997       | A kiválasztott – Az amerikai látnok | Early Edition                           | Dr. Susan Leonard                                  | 1 epizód                                         |
| 1997       | A tömegpusztítás fegyverei          | Weapons of Mass Distraction             | Robin Zimmer                                       | - tévéfilm - magyar hangja - Tóth Judit          |
| 1998       |                                     | LateLine                                | Amy Freundlich / Rhonda Laskey (hangja)            | mellékszereplő                                   |
| 1998       | Frasier – A dumagép                 | Frasier                                 | Phyllis Conrad                                     | 1 epizód                                         |
| 1998       | Szex és New York                    | Sex and the City                        | Pamela Glock                                       | 1 epizód                                         |
| 1999       | Ally McBeal                         | Ally McBeal                             | Laura Dipson                                       | 1 epizód                                         |
| 1999       | New York rendőrei                   | NYPD Blue                               | Doris Steinman                                     | 1 epizód                                         |
| 1999       | Ügyvédek                            | The Practice                            | Delores Keplar                                     | 1 epizód                                         |
| 1999       |                                     | Tracey Takes On...                      | Bev Millis                                         | 1 epizód                                         |
| 1999       |                                     | Payne                                   | Diane Taggert                                      | 1 epizód                                         |
| 1999       | Leckék az életről                   | Tuesdays with Morrie                    | Connie                                             | tévéfilm                                         |
| 2000       | Amynek ítélve                       | Judging Amy                             | Eloise Darline                                     | 1 epizód                                         |
| 2000       | A média áldozata                    | An American Daughter                    | Veronica                                           | tévéfilm                                         |
| 2000       | Nehéz választás                     | Running Mates                           | Jody Daniels                                       | tévéfilm                                         |
| 2000       |                                     | Family Law                              | Sharon                                             | 1 epizód                                         |
| 2000       |                                     | Gideon's Crossing                       | Nancy Bales                                        | 1 epizód                                         |
| 2001       | Billie kontra Bobby                 | When Billie Beat Bobby                  | Gladys Heldman                                     | tévéfilm                                         |
| 2001       | Sírhant művek                       | Six Feet Under                          | Amelia                                             | - 1 epizód - magyar hangja: - Menszátor Magdolna |
| 2001       | Mocsok macsók meséi                 | The Mind of the Married Man             | anyós                                              | 1 epizód                                         |
| 2001       |                                     | Inside Schwartz                         | Bernice                                            | 1 epizód                                         |
| 2001–2002  | Hetedik mennyország                 | 7th Heaven                              | Sally Palmer                                       | 2 epizód                                         |
| 2002       |                                     | Greg the Bunny                          | Szereposztásért felelős vezető                     | 1 epizód                                         |
| 2002       | Zoey titkos élete                   | The Secret Life of Zoey                 | Mimi                                               | tévéfilm                                         |
| 2002       |                                     | Less than Perfect                       | Roz                                                | 1 epizód                                         |
| 2002       | Félig üres                          | Curb Your Enthusiasm                    | Barbara                                            | 3 epizód                                         |
| 2002–2004  |                                     | One on One                              | Cheryl Ballard                                     | 3 epizód                                         |
| 2003       |                                     | Dragnet                                 | Kerületi ügyész                                    | 1 epizód                                         |
| 2003       |                                     | Lucky                                   | Theresa szponzora                                  | 1 epizód                                         |
| 2003       |                                     | Miss Match                              | Judy Schiff                                        | 1 epizód                                         |
| 2004       |                                     | Oliver Beene                            | Charlotte anyja                                    | 1 epizód                                         |
| 2004       | Bosszú és újrakezdés                | Revenge of the Middle-Aged Woman        | Madeleine                                          | tévéfilm                                         |
| 2004       | Már megint Malcolm                  | Malcolm in the Middle                   | Peterson nővér                                     | 1 epizód                                         |
| 2005       |                                     | Head Cases                              | Ida Shultz                                         | 1 epizód                                         |
| 2005       | Csajok                              | Girlfriends                             | Michele Garrett                                    | 1 epizód                                         |
| 2006       | Shark – Törvényszéki ragadozó       | Shark                                   | Sylvia Howard                                      | 1 epizód                                         |
| 2007       | Testvérek                           | Brothers & Sisters                      | Elise                                              | 1 epizód                                         |
| 2007       | Törtetők                            | Entourage                               | Sheila Rubenstein                                  | 1 epizód                                         |
| 2007       | A Grace klinika                     | Grey's Anatomy                          | Connie                                             | 1 epizód                                         |
| 2008       | Ki ez a lány?                       | Ugly Betty                              | Biotch bírónő                                      | 1 epizód                                         |
| 2008       | Boston Legal – Jogi játszmák        | Boston Legal                            | Phyllis Goulet                                     | 1 epizód                                         |
| 2008       | CSI: A helyszínelők                 | CSI: Crime Scene Investigation          | Mrs. Steiner                                       | 1 epizód                                         |
| 2009       | Monk – A flúgos nyomozó             | Monk                                    | Sheila Dorfman                                     | 1 epizód                                         |
| 2009       | CSI: Miami helyszínelők             | CSI: Miami                              | Dr. Miller                                         | 1 epizód                                         |
| 2009       | Született feleségek                 | Desperate Housewives                    | Daphne Bicks                                       | 1 epizód                                         |
| 2009, 2016 | Amerikai fater                      | American Dad!                           | pincérnő (hangja)                                  | 2 epizód                                         |
| 2010       | Nyughatatlan fiatalok               | The Young and the Restless              | JoJo                                               | 5 epizód                                         |
| 2010       |                                     | Players                                 | Olivia DiMarco                                     | 1 epizód                                         |
| 2010       | Doktor Addison                      | Private Practice                        | Stephanie                                          | 1 epizód                                         |
| 2010       |                                     | Childrens Hospital                      | Glenn anyja                                        | 1 epizód                                         |
| 2011       | Happy Endings – Fuss el véle!       | Happy Endings                           | Pauline Blum                                       | 1 epizód                                         |
| 2011, 2013 | Franklin és Bash                    | Franklin & Bash                         | Rebecca Bayles                                     | 2 epizód                                         |
| 2012       | Született detektívek                | Rizzoli & Isles                         | Dana                                               | 1 epizód                                         |
| 2012       | Éjjel-nappal szülők                 | Up All Night                            | Marla                                              | 1 epizód                                         |
| 2013       | Az élet csajos oldala               | 2 Broke Girls                           | Wiga                                               | 1 epizód                                         |
| 2013       | Modern család                       | Modern Family                           | Bartley bírónő                                     | 1 epizód                                         |
| 2014–2017  | Sikersorozat                        | Episodes                                | Linda                                              | 3 epizód                                         |
| 2014       | Instant anyu                        | Instant Mom                             | Beverly Keogh                                      | 2 epizód                                         |
| 2014       |                                     | Bad Teacher                             | Doris                                              | 1 epizód                                         |
| 2014       | A Miller család                     | The Millers                             | Kathy                                              | 1 epizód                                         |
| 2014–2015  |                                     | Transparent                             | Judy                                               | 3 epizód                                         |
| 2015       | Titkok és hazugságok                | Secrets and Lies                        | Ellie Lindsey                                      | 1 epizód                                         |
| 2016       | Családom, darabokban                | Life in Pieces                          | önmaga                                             | 1 epizód                                         |
| 2016       | Vészhelyzet: Los Angeles            | Code Black                              | Barbara Abbott                                     | 1 epizód                                         |
| 2016       | Furcsa pár                          | The Odd Couple                          | Christina                                          | 1 epizód                                         |
| 2017       | Kétely                              | Doubt                                   | Eugenia Souza                                      | 1 epizód                                         |
| 2017, 2019 | Az elnök embere                     | Madam Secretary                         | Edie Moran                                         | 2 epizód                                         |
| 2017–2023  | A káprázatos Mrs. Maisel            | The Marvelous Mrs. Maisel               | Shirley Maisel                                     | 29 epizód                                        |
| 2018       | Diane védelmében                    | The Good Fight                          | Lucy Heinberg                                      | 1 epizód                                         |
| 2018       |                                     | The Good Cop                            | Olivia Nyborg                                      | 1 epizód                                         |
| 2018       |                                     | I Feel Bad                              | Irene                                              | 1 epizód                                         |
| 2020       | Zsenik közt                         | Outmatched                              | Sylvia Bennet                                      | 1 epizód                                         |
| 2021–      | Kísértetek                          | Ghosts                                  | Carol                                              | mellékszereplő                                   |
| 2022       |                                     | Chanshi                                 | Babshi                                             | mellékszereplő                                   |